# Gymnasium Fichtnergasse
Das Gymnasium Fichtnergasse ist das älteste Gymnasium im 13. Wiener Gemeindebezirk, Hietzing.

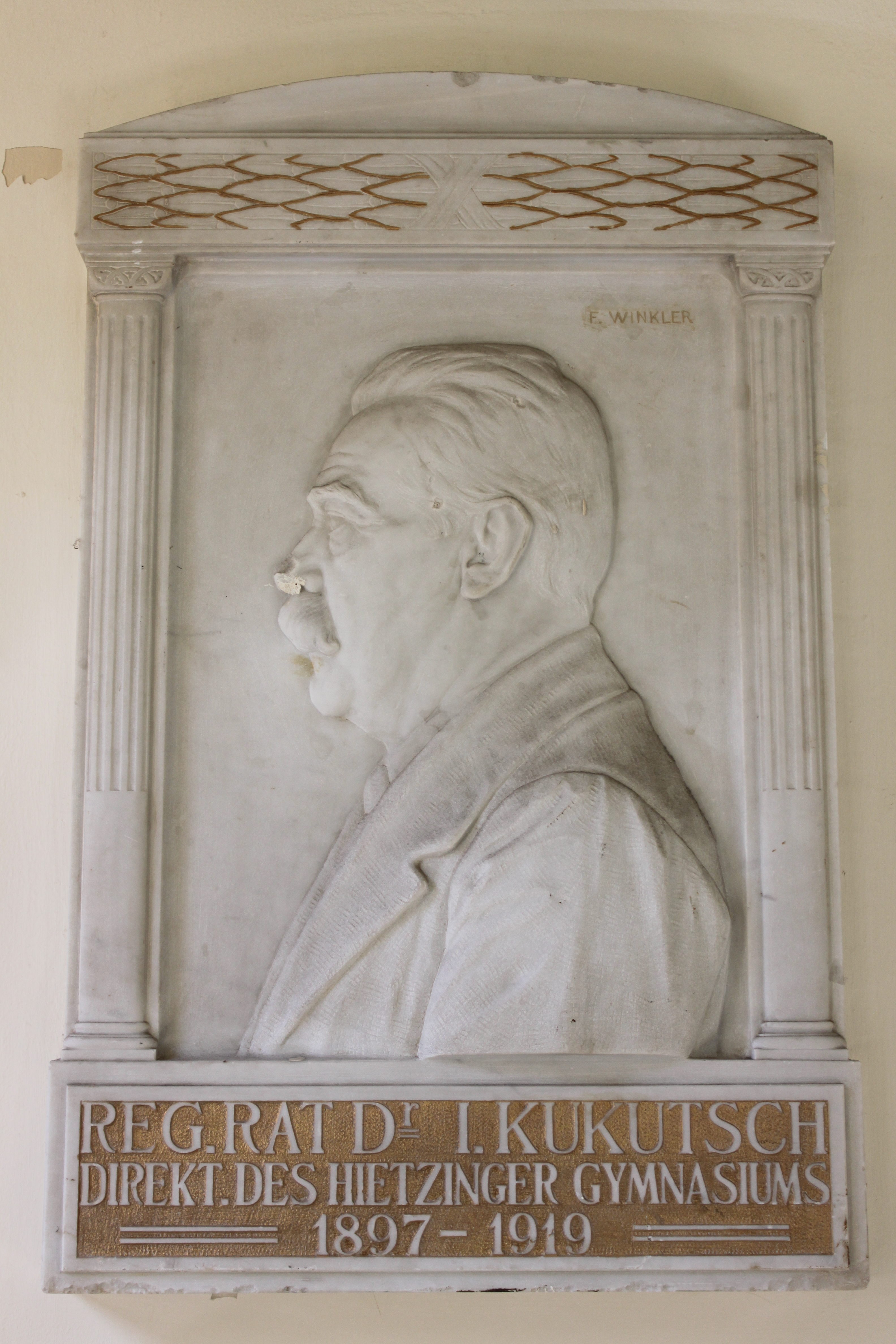
Relief für Isidor Kukutsch, den ersten Direktor des Gymnasiums

## Geschichte

### 1897 bis 1918
Das vom k.k. Ministerium für Cultus und Unterricht gegründete Staats-Gymnasium wurde, da das Schulgebäude erst errichtet werden musste, 1897 provisorisch in der Diesterweggasse 3 in Penzing, bis 1938 Teil des 13. Bezirks, eingemietet. Das Gymnasiumsgebäude wurde in der kurzen Bauzeit vom 2. Mai 1899 bis zum 30. August 1900 nach den Plänen des Architekten Emil von Förster von der Baufirma Frauenfeld Berghof unter dem Baumeister Eduard Frauenfeld jun. und unter der Bauleitung des Ingenieurs Emil Artmann (1871–1939) in der Fichtnergasse, einer Seitengasse der Hietzinger Hauptstraße, nahe dem Hügelpark erbaut. Auf diesem Areal befand sich in den 1860er und 1870er Jahren das große Vergnügungsetablissement Neue Welt.
Das Schulgebäude umfasste auf drei Geschoßen zwölf Klassenzimmer, Turnsaal, Exhortensaal (Exhorte, veraltet: Ermahnungsrede), Säle für Naturgeschichte und Naturlehre und Sammlungen, Physik- und Zeichensaal, Direktionskanzlei und Bibliothek, Konferenzzimmer und Sprechzimmer sowie eine Direktorenwohnung und eine Schuldienerwohnung. Der Garten wurde zur Anlage eines Sommernaturplatzes und eines Botanischen Gartens verwendet. Die Baukosten wurden mit 438.000 Kronen angegeben. Das Gebäude war mit einer damals modernen Zentralheizung, nämlich einer Niederdruckdampfluftheizung in Verbindung mit einer Calorifereheizung, ausgestattet. Die Beleuchtung erfolgte durch Gas-Auerlicht mit Reflexschirmen und einer reflektierenden Caseindecke.
Die feierliche Schlusssteinlegung und Eröffnung der Schule fand am 16. Oktober 1900 statt. Bei der Feier waren der k.k. Unterrichtsminister, Wilhelm von Hartel, der Statthalter von Niederösterreich, Erich von Kielmansegg, der Vizepräsident des niederösterreichischen Landesschulrates, Richard von Bienerth-Schmerling, und der Bürgermeister von Wien, Karl Lueger, anwesend. Die Schlusssteinlegung wurde im Vestibül der Schule bei der dort aufgestellten Bronzebüste von Kaiser Franz Joseph I., einer Arbeit des Bildhauers Anton Brenek, vorgenommen. Die unter dem Schlussstein in einer Kapsel versenkte Gedächtnisurkunde wurde von Domkapitular Ferdinand Wimmer, assistiert von Religionslehrer Wolfgang Pauker, geweiht.
Das Schulgebäude war anfangs weithin sichtbar, da bei weitem noch nicht alle Parzellen entlang der Fichtnergasse verbaut waren. (Der Bezirk gehörte damals erst seit acht Jahren zu Wien.) Die soeben eröffnete Wiener Stadtbahn brachte aber Veränderung: Hietzing wurde leichter erreichbar. Dem an Nestroy erinnernden Hietzinger Stellwagen folgte 1887 die Strecke der Dampftramway-Gesellschaft vormals Krauss & Comp., die bis 1908 halbstündlich die Hietzinger Hauptstraße befuhr und die Schule an der Haltestelle Fichtnergasse erschloss. Am 13. Oktober 1908 wurde sie auf elektrischen Straßenbahnbetrieb (Linie 58, bis 2017, seither Linie 10) umgestellt; ursprünglich konnte man vom Neuen Markt im Stadtzentrum direkt hierher fahren. Die katholischen Schüler wurden jeden Sonntag in Zweierreihen zum Gottesdienst in der Pfarrkirche Maria Hietzing geführt.

### 1918 bis 1945
Nach dem Ersten Weltkrieg wurde in der Ersten Republik die Franz-Joseph-I.-Büste im Vestibül entfernt. Mit der sozialdemokratisch dominierten Glöckelschen Schulreform wurden erstmals Klassenvertreter gewählt und die sogenannte Schulgemeinde konstituiert. Ab 1919 wurden erstmals Mädchen aufgenommen.
Ab 1928 wurden die ersten konkreten Schritte zur Erweiterung des Schulgebäudes unternommen. Im Schuljahr 1933 / 1934 war das Hietzinger Gymnasium mit 17 Klassen und 644 Schülern das der Schülerzahl nach größte Gymnasium Wiens. Im 1934 begonnenen diktatorischen Ständestaat wurden die Franz-Joseph-I.-Büste und das Altarbild im Exhortensaal wieder aufgestellt (1938 von den Nationalsozialisten entfernt.) Am 14. November 1935 weihte im Festsaal der Schule Kardinal Theodor Innitzer eine vom Elternverein gestiftete Schulfahne.
Beim „Anschluss Österreichs“ an Hitler-Deutschland wurde Direktor Josef Stadlmann, ein prononcierter Christlichsozialer, unter Mitwirkung einiger der Hitlerjugend angehörender Schüler mit aufgepflanztem Bajonett aus der Schule eskortiert, in Haft genommen und mit gekürzten Bezügen zwangspensioniert. In den Anschlusstagen nahm die Leibstandarte SS Adolf Hitler im Schulgebäude Quartier.
Ein hoher Prozentsatz der Schüler bestand aus jüdischen Burschen, die ihr Leben verloren oder ins Ausland flüchten mussten. In der Zeit des Nationalsozialismus wurde die Schule Oberschule für Jungen genannt, was aber nicht weiter auffiel, weil bereits unter Stadlmann keine Mädchen mehr aufgenommen worden waren. Die Schülerschaft vergrößerte sich durch Seminaristen aus Hollabrunn, die nach Aufhebung des dortigen katholischen Knabenseminars in die bischöfliche Sommerresidenz in Ober Sankt Veit übersiedelt wurden. Insgesamt sank die Schülerzahl zwischen 1938 und 1945 von 562 auf 369 Schüler ab, weil die jüdischen Schüler vertrieben wurden und im Nationalsozialismus humanistische Bildung nicht gefördert wurde.
Im Schuljahr 1943 / 1944 führte die Anstalt vier sechste Klassen (= 10. Schul-/Jahrgangsstufe) als sogenannte Luftwaffenhelfer-HJ-Klassen, die bei Flakstellungen untergebracht waren und von dorthin beorderten Lehrern unterrichtet wurden. Im letzten Kriegsjahr wurden die Schüler der Gymnasien des 18. und des 19. Bezirks, deren Schulen nun als Lazarette dienten, dem Hietzinger Gymnasium zugeteilt. Direktor Karl Aulitzky wurde zu Kriegsende dem Volkssturm zugewiesen, geriet in sowjetische Kriegsgefangenschaft und wurde als vermisst gemeldet. Bei der Eroberung Wiens durch die Rote Armee im April 1945 quartierte sich diese im Schulgebäude ein. Die Schulwartin Preinfalk rettete die Sammlung und die Bücher der Schule.

### Seit 1945
Nach der Befreiung Wiens wurde am 3. Juli 1945 der Unterricht im benachbarten Gymnasium Wenzgasse wieder aufgenommen. Im Herbst 1945 wurde der damalige Bezirk Hietzing Teil des englischen Besatzungssektors in Wien. Die Soldaten hatten die Schule verlassen; der Unterricht wurde halbtägig wieder im Schulgebäude in der Fichtnergasse aufgenommen, weil der andere Halbtag der obdachlosen Realschule Astgasse (seit 1938: 14. Bezirk) zur Verfügung gestellt wurde. Am 8. November 1945 wurde Stadlmann wieder Direktor. Von Dezember 1945 bis März 1946 entfiel wegen Mangels an Heizmaterial der Unterricht.
Am 8. Mai 1948 fand verspätet eine Feier zum fünfzigjährigen Bestehen des Gymnasiums statt. Am 12. und 13. Mai 1948 folgten zur 50-Jahr-Feier zwei Abende mit der Aufführung des Nestroystücks „Nur keck!“, und am 5. und 6. November spielte die 8. Klasse den „Eulenspiegel“ von Nestroy. Zu Weihnachten 1949 konnten die Professoren den Witwen der verstorbenen Lehrer und Schulangestellten eine freudige Überraschung bereiten: Der ehemalige Fichtnergassen-Maturant Hans Altmann, Sohn des 1938 vertriebenen Textilindustriellen Bernhard Altmann, trat schon 1948 mit einer großen Zuckerspende in Erscheinung; nun schickte er 1949 aus den Vereinigten Staaten je 3½ m Kleiderstoff bester Qualität als Geschenk. (Hans Altmann blieb Hietzing verbunden: 1964 heiratete er Ruth, die 1933–1938 mit ihren Eltern in der St.-Veit-Gasse 10 gewohnt hatte.)
Unter Direktor Friedrich Heger wurden wieder Mädchen aufgenommen und eine Vollmädchenklasse mit 37 Schülerinnen gebildet. Am 24. Oktober 1951 wurde die Schulgemeinde neu gegründet und es wurden wieder Klassensprecher gewählt. Nach der langen Unterbrechung von 32 Jahren erschienen nun wieder regelmäßig Jahresberichte.
1964 wurde mit Umbau und Ausbau des Schulgebäudes begonnen. Die aufgestockte und modernisierte Schule wurde am 17. Juni 1967 mit einem internen Festakt eröffnet. Am 6. November 1967 folgte der offizielle Festakt in Anwesenheit der Bundesminister Vinzenz Kotzina für Bauten und Technik und Theodor Piffl-Percevic für Unterricht.
1992/93 wurde (mit damals 5.000 Bänden) die Schülerbibliothek neben dem Festsaal eröffnet.
Im Vorfeld der 100-Jahr-Feier wurden im Erdgeschoß der Raum der Nachmittagsbetreuung sowie im zweiten und dritten Stock Informatiksäle eingerichtet; das Portal wurde durch einen vorkragenden Windfang neu gestaltet. Die 100-Jahr-Feier selbst wurde am 21. Juni 1997 mit einem umfangreichen Programm begangen, beim Festakt sprach der damalige Nationalratspräsident Heinz Fischer (Maturajahrgang 1956).
Im November 2008 wurden im Stiegenaufgang die Gedenktafeln für Jakob Kastelic, Ewald Kleisinger, Leopold Zobel und die 83 im April 1938 der Schule verwiesenen jüdischen Schüler enthüllt.
Der Barrierefreiheit dient der im Jahr 2011 im vorderen Stiegenhaus eingebaute Lift.
Am 10. November 2014, dem 76. Jahrestag der Novemberpogrome, wurde (in Zusammenarbeit mit der VHS Hietzing und mit Unterstützung der Alt-Hietzinger) im Hügelpark eine Gedenktafel für die in der Shoah ermordeten Schüler des Gymnasiums Fichtnergasse enthüllt.
Die 120-Jahr-Feier wurde am 10. Oktober 2017 mit einem ökumenischen Gottesdienst und einem Festakt (u. a. mit Thomas Brezina) begangen.

## Sprachen
Es werden unter anderem Latein und Griechisch angeboten, aber auch DLP (Dual Language Programme), ein auf Englisch geführter Fachunterricht.

## Leitung
- 1897–1919 Isidor Kukutsch (1857–1934)[8], vorher Professor an der Theresianischen Akademie
- 1919–1930 Gustav Hemetsberger
- 1930–1931 Johann Zuchristian, provisorisch
- 1931–1938 Josef Stadlmann (1881–1964), er vertrat ab 1920 die Gruppe der Christlichen Mittelschullehrer
- 1938–1945 Karl Aulitzky (1891–1945), kommissarisch, in der Uniform eines Politischen Leiters
- 1945 Eugen Mitter, provisorisch
- 1945–1949 Josef Stadlmann
- 1949–1950 Eugen Mitter
- 1950–1958 Friedrich Heger
- 1958 Hubert Richter, provisorisch
- 1958–1968 Hans Kriegl (1915–1971)
- 1968–1969 Friedrich Weigert, provisorisch
- 1970–1977 Hans Höltl
- 1977–1978 Herbert Gillinger, provisorisch
- 1978–1985 Harald Majdan († 27. März 1985)
- 1985 Friedrich Novopacky, provisorisch
- 1986–1994 Elfriede Jischa (1932–2002)
- 1994–2008 Elisabeth Glatt
- 2008–2009 Franz Donner, provisorisch
- 2010–2020 Ulrike Reh-Altenaichinger
- 2020–2021 Rudolf Reinold, provisorisch
- seit 2021 Albrecht Bauer

## Lehrer
- Gustav Turba, Historiker, ab 1911 Hochschulprofessor an der Universität Wien

## Schüler
- Hans Altenhuber (1924–2022), Matura 1942; Erwachsenenbildner
- Hans Altmann, Matura 1933; emigrierte 1938 mit seinem Vater Bernhard Altmann, Textilfabrikant
- Raoul Aslan (1886–1958), Schauspieler
- Helmut Brandstätter (* 1955), Journalist und Fernsehmacher
- Fritz Bock (1911–1993), Matura 1930, längstdienender Handelsminister (1956–1968), zuletzt auch Vizekanzler (1966–1968)
- Markus Braun (* 1969), Unternehmer und ehemaliger Vorstandsvorsitzender der Wirecard AG
- Thomas Brezina (* 1963), Kinderbuchautor und Fernsehmoderator
- Heinrich Demelius (1893–1987), Matura 1911; Rechtshistoriker und Professor an der Universität Wien.
- Heinz Fischer (* 1938), Matura 1956; Bundespräsident 2004–2016
- Michael Genner (* 1948), Matura 1966; Flüchtlingsberater, Obmann von „Asyl in Not“ und Autor
- Hans Hermann Groër (1919–2003), Erzbischof von Wien
- Sigrid Hauser (* 1966), Sängerin und Schauspielerin
- Burkhard Hofer (* 1944), Jurist
- Gerhard Hradil (* 1928), 66. Abt des Zisterzienserstiftes Heiligenkreuz
- Jakob Kastelic (1897–1944), Jurist und Widerstandskämpfer
- Ewald Kleisinger (1912–2000), Jurist, Gerechter unter den Völkern
- Georg Kodek (* 1963), Matura 1981; Präsident des OGH
- Ernst Kris (1900–1957), US-amerikanischer Kunsthistoriker und Psychoanalytiker
- Hartmut Krones (* 1944), Matura 1962; Musikwissenschaftler
- Georg Lippert (1908–1992), Matura 1927; Architekt
- Nicolas Mahler (* 1969), Comiczeichner
- Ernst Nowotny (1907–1995), Matura 1926; Historiker, Professor der Schule
- Johannes Ortner (* 1933), Matura 1951; Geophysiker und Raumfahrtmanager
- Georg Saatzer (1926–2004), Maler, Grafiker und Lehrer
- Severin Schneider (1931–2018), Ordensgeistlicher
- Ernst Schwarz (1916–2003), Matura 1935; Sinologe und Schriftsteller
- Ludwig Schwarz (* 1940), römisch-katholischer Bischof
- Fritz Schwind (1913–2013), Rechtswissenschaftler und Hochschullehrer
- Alfons Maria Stickler (1910–2007), Matura 1928; Kurienkardinal und Leiter der Vatikanischen Bibliothek
- Michael Sturminger (* 1963), Regisseur und Autor
- Reinhard Tramontana (1948–2005), Journalist und Autor
- Kathrin Zechner (* 1963), Intendantin und Fernsehdirektorin
- Anton Zeilinger (* 1945), Quantenphysiker und Nobelpreisträger

## Schriften
- Jahresberichte des K.K. Staats-Gymnasiums im XIII. Bezirke in Wien, 1901–1914 Digitalisat